# Cattedrale dei Santi Pietro e Paolo (Tallinn)
La cattedrale dei Santi Pietro e Paolo (in estone Püha Peetruse ja Pauluse katedraal) è la cattedrale cattolica di Tallinn, in Estonia, e sede della diocesi di Tallinn, eretta nel 2024, già amministrazione apostolica di Estonia dal 1924.

## Storia
Nel 1799 venne concesso alla piccola comunità cattolica di Tallinn l'ex refettorio del convento di Santa Caterina. Nel 1841 venne effettuato il progetto per una nuova e più grande chiesa da erigere sullo stesso sito. L'architetto Carlo Rossi, noto per le sue opere a San Pietroburgo, progettò una basilica neogotica, senza abside e con un esterno neoclassico, che venne ultimata nel 1845. Tra il 1920 e il 1924 la facciata principale ha assunto il suo aspetto attuale ad opera degli architetti Erich Jacoby e Franz de Vries. La cattedrale infine ha subito una serie di ristrutturazioni, l'ultima nel 2002-2003.